# Ancylonotopsis duffyi
Ancylonotopsis duffyi là một loài bọ cánh cứng trong họ Cerambycidae.